# DJMAX Trilogy
디제이맥스 트릴로지(영어: DJMAX Trilogy, DM TR)는 대한민국의 게임 개발사인 펜타비전에서 개발한 PC용 음악 게임이다. 디제이맥스 시리즈의 시작인 온라인 게임 디제이맥스의 서비스 종료 후 그 계보를 잇는 작품이다. 프로필 키로 동작하는 USB 메모리가 제공되며, 이것이 있어야만 게임을 실행할 수 있다.

## 개요
DJMAX 시리즈의 그 5번째 시리즈로 〈DJMAX Online〉과 〈DJMAX Portable〉1편 및 2편의 총집편이라고 할 수 있으며 네트워크 서비스를 지원한다. 한편 이 시리즈는 같은 시기에 진행되었던 메트로 프로젝트와는 다른 계보의 작품으로 프로듀서도 메트로 프로젝트의 프로듀서인 신봉건 프로듀서(Ponglow)가 아닌, 이철희 프로듀서(Forte Escape)이다.

## 게임 모드
- 플레이 방식에 따라
  - STAGE MODE : 디제이맥스 온라인의 싱글플레이와 비슷한 모드로, 4K~8K를 이용해 4스테이지를 클리어해 나가는 모드이다. 기본으로는 4K, 5K, 6K만 존재하고, 특정 조건을 만족할 시 7K(플레이카운트 200)와 8K(플레이카운트 400)가 오픈된다. 또한 4스테이지를 전체 정확도 96% 이상(+AAA랭크 이상, Break은 무관), 랭크를 순서에 맞게 F,E로 클리어하면 엑스트라 스테이지가 출현한다. 혹은 평균 랭크가 E등급 이하일 경우 엑스트라 스테이지가 출현하는데, 엑스트라 스테이지는 전곡 중에 랜덤하게 한 곡을 랜덤한 난이도로 플레이 할 수 있다. 노트속도는 마지막 스테이지 설정속도로 실행된다.
  - MISSION MODE : 디제이맥스 포터블2 시리즈의 XC(익스트림 챌린지)모드와 동일하며, 또한 동일한 제명의 미션이 출현한다. 레벨이 오르거나 할 시에 출현하며, 제목은 똑같으나 플레이 곡이나 보상의 경우는 DMP2와는 다르다. DMP2에 없는 미션도 추가되었다.
  - FREE MODE : 4K~8K를 이용해 자유롭게 곡을 골라 플레이 하는 모드이다. 스테이지 모드에서 한번이라도 플레이한 노래만 플레이 가능하다.
  - NETWORK : 인터넷을 통해 다른 사람과 대전할 수 있는 모드이다. 일정 조건을 만족할 경우 트로피, 엠블렘을 주기도 한다. 배틀 방식에는 2가지가 있다. 프리 배틀과 연승 배틀이 있는데, 프리 배틀은 챌린저와 챔피언이 1:1로 맞붙게 되며, 이긴 쪽이 챔피언이 된다. 연승 배틀은 다른 것은 프리 배틀과 같지만 여러 번 이길 경우 캐릭터의 위쪽에 (?)Win(s)라고 붙게 되며, 이 연승 수를 일정 이상 달성시 트로피와 엠블렘을 얻을 수 있으며, 공지로 사람들에게 알려진다. 여러명의 사람들이 관전할 수 있으며, 관전 도중에 나갈 수도 있다. 챌린저가 챔피언에게 패배할 경우, 관전자 중 맨 처음 들어온 사람이 챌린저가 되어 챔피언과 배틀을 진행할 수 있다.

- 키 숫자에 따라(기본값 기준)
  - 4K : 4개의 키를 사용 (D F J K)
  - 5K : 6개의 키를 사용 (S D F J K L)
  - 6K : 6개의 키를 사용 (S D F J K L)
  - 7K : 8개의 키를 사용 (A S D F J K L :)
  - 8K : 8개의 키를 사용 (A S D F J K L :)
  - 5K, 7K모드의 경우 F J 두 키가 한줄의 노트에 동시대응 한다.

## 디제이맥스 온라인과의 차이점
- 5키와 7키만 있던 디제이맥스 온라인과는 달리 4키부터 8키까지 다양한 플레이를 제공한다.
- 디제이맥스 포터블 2부터 등장한 피버 시스템과 디제이맥스 포터블 블랙 스퀘어에서 등장한 ENTIRE CONTROL SYSTEM(모든 음악과 소리를 유저가 컨트롤 할 수 있게 해주는 시스템)을 정식 채용했다.
- 와이드 해상도에 대한 지원이 강화되었다.
- 일부곡의 뮤직비디오가 새롭게 추가되었다.
- USB Profile Key라고 하는 정품인증 기능이 추가되었다.

## 역사
- 2008년 12월 8일 - 디제이맥스 트릴로지의 정식 정보가 공개되었다.[2]
- 2008년 12월 10일 - 디제이맥스 트릴로지의 예매 일정과 시스템 정보, 신곡 및 리어레인지 곡 몇곡의 미리듣기 등이 공개되었다. 예약판매의 날짜는 13,14일 양일간 진행된다.[3]
- 2008년 12월 15일 - 디제이맥스 트릴로지의 발매일과 가격, 한정판 패키지 내용을 공개했다.[4]
- 2008년 12월 24일 - 디제이맥스 트릴로지가 발매되었다.
- 2009년 3월 23일 - 디제이맥스 트릴로지 전용 공식 컨트롤러의 발매 소식이 올라왔다. 제작사는 겜맥(GAMMAC™).
- 2009년 4월 17일 - 디제이맥스 트릴로지 전용 공식 컨트롤러의 가격과 한정판 판매일자가 공개되었다. 한정판의 판매기간은 4월 20일부터 30일까지이다.
- 2009년 4월 27일 - 피버 옵션 아이템 하향조치.
- 2009년 9월 19일 ~ 20일 오후 - 디제이맥스 트릴로지 업데이트, 네트워크 서버 접속 불가 현상 발생.
- 2010년 5월 24일 - 펜타비전의 트위터에 6월 초에 다섯 곡이 업데이트 될 것이란 소식이 올라왔다.[출처 필요]
- 2010년 6월 4일 - 디제이맥스 트릴로지에 5곡이 업데이트되었다.
- 2010년 8월 31일 - 3곡이 추가 업데이트되었다.
- 2011년 4월 29일 - 3곡이 추가 업데이트되었다.
- 2011년 5월 24일 - 마지막 업데이트
- 2013년 12월 19일 - 네트워크 서비스 종료

## 네트워크 모드
디제이맥스 트릴로지는 1:1 대전만을 지원하며 대전자 외의 1~6인의 유저는 두 대전자가 플레이하는 것을 지켜보는 것으로 구성되어 있다.
- 대전과정
  - 방을 처음에 생성하면 유저는 챔피언으로 설정되어 있고, 이후에 접속하는 유저가 도전자가 된다. 그리고 그 이후에 입장하는 유저는 대기목록에 입장 순서대로 등록 된다.
  - 두 플레이어가 플레이하는 곡과 키는 도전자가 선택을 하게 되며 그 외의 이펙터와 스킨, 노트, 캐릭터들은 각각 조절할 수 있다.
  - 두 플레이어의 게임이 시작되면 챔피언과 도전자는 각각의 플레이를 하게 되며, 각각 자신이 플레이 하는 쪽이 왼쪽에 나타나고 다른 상대편은 오른쪽에 나타나게 된다. 그외의 대기자는 두 플레이어가 플레이 하는 상황을 지켜보게 되고, 가운데에 있는 채팅에서 채팅을 할 수 있다.
  - 두 플레이어의 게임이 종료되면 결과화면이 나오며 승자 여부가 결정된다. 플레이어중에 진 유저는 유저 대기 목록의 제일끝에 위치하게 되고, 대기자 목록의 제일 위에 있는 사람이 다음 도전자가 되게 된다.

대전에서 5연승 이상을 하게 되면 5연승 단위로 연승 엠블렘과 트로피가 지급되게 되며, 해당 채널에 해당 유저가 연승중인 사실이 채팅창에 공개된다.
- 해당 모드는 2013년 12월 19일 트릴로지가 서비스 종료를 하며 실행이 불가능해졌다.

## 트릴로지 서버 접속 불가현상
- 2009년 9월 19일 트릴로지 업데이트, 홈페이지, 네트워크 서버접속이 불가능한 상황 발생. 그 다음날 오전까지도 서버접속은 되지 않고 있는 상황.
- 몇몇 네티즌들은 트릴로지가 메트로 프로젝트의 곡을 넣어 업데이트를 하는 작업이 아닌가 라는 추측을 내놓고 있지만, 가능성은 희박한 상태
- 2009년 9월 20일 오후에 서버가 다시 정상화되었다.
- 2012년 2월 17일 트릴로지 네트워크 서버접속이 불가능한 상황이 발생.

## 디제이맥스 트릴로지 전용 컨트롤러
정식 명칭은 뮤즈온. 겜맥(GAMMAC™)에서 제작하였으며 스크래치 턴테이블과 8개의 키, 듀얼 아날로그볼이 기판에 붙어있다.
- 가격 : 138,900원(일반판), 168,900원(한정판)
- 4월 27일 이후 디제이맥스 트릴로지에서 완벽대응하도록 UI개선 업데이트가 이루어졌다.
- 모드 설정
  - TYPE C1 - 컨트롤러의 턴테이블을 연주에 사용하는 모드.(턴테이블+최대 7키)
  - TYPE C2 - 컨트롤러의 턴테이블을 피버에 사용하는 모드. 피버는 발판에 할당된다(설정 가능).(최대 8키)
- 일반판과 한정판의 차이
  - 일반판은 본체만으로 구성되어 있으나, 한정판은 발판, 이어셋, 가방, 마우스패드가 추가로 동봉되었다.
  - 한정판은 300대 한정으로 일반판에 비해 3만원 정도 값이 비싸며, 4월 20일부터 4월 30일까지 판매되었다.

## 참조
1. ↑  http://thisisgame.com/board/view.php?id=208594&board=0&category=404&subcategory=&page=1&best=&searchmode=title&search=dj&orderby=&token=%5B깨진+링크(과거+내용+찾기)%5D
2. ↑  PC 패키지 신작 ‘DJMAX 트릴로지’ 공개[깨진 링크(과거 내용 찾기)]
3. ↑  “게임샷-무한 게임정보”. 2008년 12월 13일에 원본 문서에서 보존된 문서. 2008년 12월 10일에 확인함.
4. ↑  “신선한 뉴스 - 리뷰스타 :: reviewstar.net”. 2008년 12월 19일에 원본 문서에서 보존된 문서. 2009년 1월 12일에 확인함.